# Дикі орхідеї (фільм)
«Дикі орхідеї» (англ. Wild Orchids) — драма 1929 року режисера Сідні Франкліна, у головних ролях Ґрета Ґарбо, Льюїс Стоун та Нільс Астер. Сценарій фільму оснований на романі Спека Джона Колтона.

## Сюжет
Красуня Лілі Стерлінг (Ґрета Ґарбо) зустрічає чарівного Принца Де Ґейса (Нільс Астер), під час поїздки зі своїм чоловіком (Льюїс Стоун) на острів Ява. Лілі і Принц закохуються одне в одного. Проте, коли Джон починає підозрювати дружину у зраді, його ревнощі можуть мати смертельні наслідки.

## Ролі виконують
- Ґрета Ґарбо — Лілі Стерлінг
- Льюїс Стоун — Джон Стерлінг
- Нільс Астер — Принц Де Ґейс

## Відгуки
The New York Times назвав фільм «приємним поєднанням образних кадрів з особливим сценарієм з-під пера Джона Колтона», й хвалив драматичне виконання: «Гра міс Гарбо своєчасна і, як завжди, ефектна. Це не легка роль, але вона зуміла надати їй значної лірики. Нільс Астер — прекрасний в ролі принца, наполегливої особистості, якій, на жаль, не вистачає обережності. Льюїс Стоун, який є лиходієм у стрічці Суд над Марією Дуган, відмінно грає короткозорого чоловіка у цій німій кінокартині».